# موکروسوو (اوفا، باشقیرستان)
موکروسوو (انگلیسی: Mokrousovo, Republic of Bashkortostan) یک شهرک در منطقه شهری اوفای جمهوری باشقیرستان در کشور روسیه است.